# Lampsilis australis
Lampsilis australis är en musselart som beskrevs av Simpson 1900. Lampsilis australis ingår i släktet Lampsilis och familjen målarmusslor. Inga underarter finns listade i Catalogue of Life.